# Лагер (бира)
Вижте пояснителната страница за други значения на Лагер.
Лагер (на немски: Lagerbier; на чешки: Ležák) е най-разпространеният в света тип бира, която ферментира при ниски температури – около 5-15 °C с използване на пивни дрожди (Saccharomyces uvarum или Saccharomyces carlsbergensis) за ниска ферментация, след което бирата се съхранява продължително време (лагерува) при температура от около 0 °C – през това време тя изсветлява и се насища с въглероден диоксид. Като цяло процесът на ферментация е по-бавен, а бирата е по-лека, с по-малко аромати в сравнение с бирите от типа ейл, и задължително се консумира силно изстудена. Над 90% от различните марки бира в света са тип лагер. Лагер са и почти всички бири, които се произвеждат в България.

## Характеристика
Лагер е тип бира, обусловен от технологията за производство и способа на ферментация. Думата идва от немската „складирам“. Лагер са бирите с т.нар. „долна“ или „ниска“ ферментация, защото дрождите, с които се заквасва бирата след сваряването, в края на ферментацията се утаяват на дъното като каша. Ферментацията продължава 4-6 дни при 4-10 градуса – по-ниски температури в сравнение с бирите тип ейл и ламбик.
Традиционната технология за производство на лагер включва охлаждане на сварената течност от вода, хмел и малц, добавяне на дрожди и преместване на течността в резервоари, където тя ферментира около седмица при температура 5-15 °C. Впоследствие дрождите се отделят и започва вторична ферментация под налягане с въглероден диоксид. Доферментацията и отлежаването на бирата при ниска температура продължават от 30 до 120 дни, а понякога и повече. Класическата бира лагер отлежава 30-45 дни при температура около 4 градуса. Така става по-бистра, по-стабилна, с по-ясен вкус, защото на студено се развиват по-малко бактерии. За някои видове лагер са нужни и 3 месеца отлежаване. След това бирата се филтрира и разлива в бурета, бутилки, кегове и др. съдове. Бутилираната бира често се пастьоризира или се използва фина филтрация за увеличаване срока на годност.
Класическият лагер е Pilsener lager (Pils), който е създаден в чешкия град Пилзен. Там за пръв път през 1842 г. е приложен този пивоварен метод със светъл малц, голямо количество хмел, долна ферментация и много мека местна вода.
Лагер може да бъде както светла, така и тъмна и даже черна бира.

## Основни стилове лагер

### Светъл лагер
Светлият лагер (Light lager) се произвежда в следните разновидности:
- Лек американски лагер (Litе American Lager). Бира с ниска плътност и калоричност. Отличава се със светъл сламен до светлозлатист цвят. Течността е прозрачна. Свеж и сух вкус с незначителна сладост. Лек аромат на хмел и малц. При производството се използва ечемичен малц и до 40% оризов или царевичен. Алкохолно съдържание: 3,2-4,2%. Типични търговски марки са Miller Lite, Bud Light, Coors Light, Amstel Light;
- Стандартен американски лагер (Standard American Lager). Стандартен лагер за масовия пазар. Отличава се със светъл сламен до светлозлатист цвят. Течността е прозрачна. Свеж и сух вкус с незначителна сладост. Лек аромат на хмел и малц. При производството се използва ечемичен малц и до 40% оризов или царевичен. Алкохолно съдържание: 4,2-5,1%. Типични търговски марки са Miller High Life, Budweiser, Kirin Lager, Molson Golden, Corona Extra, Foster's Lager;
- Американски премиум лагер (Premium American Lager). Има по-силен и изразен вкус, в сравнение с лекия и стандартния лагер. Отличава се със светъл сламен до светлозлатист цвят. Течността е прозрачна. Свеж и сух вкус с незначителна сладост. По-силен аромат на хмел и малц. При производството се използва ечемичен малц и до 25% оризов или царевичен. Алкохолно съдържание: 4,7-6%. Типични търговски марки са Miller Genuine Draft, Michelob, Coors Extra Gold, Heineken, Beck's, Stella Artois, Singha.
- Мюнхенски светъл лагер или Мюнхнер Хелес(Münchner Helles). Създаден е през 1895 г. в Мюнхен в пивоварната „Spaten“ от Габриел Зеделмайер (Gabriel Sedlmayr) с цел да конкурира бирите от типа пилзнер. Мюнхнер Хелес е малцова, не много сладка бира, с акцент върху малцовия вкус и лека хмелна горчивина. Цветът варира от средно жълт до светлозлатист; течността е прозрачна, образува кремаво бяла пяна. Бирата е леко сладка, с малцов привкус и аромат. Алкохолно съдържание: 4,7-5,4%. Типични търговски марки са Hacker-Pschorr Munchner Helles, Paulaner Premium Lager, Spaten Premium Lager, Andechser Hell, Augustiner Lagerbier Hell, Weihenstephaner Original, Stoudt's Gold Lager;
- Дортмундер експорт (Dortmunder Export). Местна бира от района на Дортмунд. Вари се с висока начална плътност, в сравнение с други светли лагери, което дава плътно малцово тегло, подчертано от хмелна горчивина. Думата „експорт“ означава силата на бирата по немския закон за бирените налози. Тази бира е прозрачна, с от светло до тъмнозлатист цвят. Малцът и хмелът са балансирани, с лека сладост във вкуса, с умерен аромат на немски или чешки благороден хмел. Алкохолно съдържание: 4,8-6,0%. Типични търговски марки са DAB Export, Dortmunder Union Export, Dortmunder Kronen, Ayinger Jahrhundert, Great Lakes Dortmunder Gold, Saratoga Lager, Dominion Lager, Gordon Biersch Golden Export.

### Пилзнер
Пилзнер (Pilsner) се произвежда в следните разновидности:
- Бохемски пилзнер (Bohemian Pilsener). Тази бира е създадена през 1842 г. в Бохемия, първоначално е прозрачна, светла. Прави се от мека вода с ниско съдържание на минерални вещества, хмел Saaz, моравски малцов ечемик и чешки лагерни дрожди. Цветът варира от светлозлатист до наситено златен, течността е кристална и прозрачна. Отличава се с богат вкус и аромат, със сложен букет от малц и пикантен хмел Saaz. Алкохолно съдържание: 4,2-5,4%. Типични търговски марки са Pilsner Urquell, Budweiser Budvar (Czechvar в САЩ), Czech Rebel, Staropramen, Gambrinus Pilsner, Dock Street Bohemian Pilsner;
- Немски пилзнер (German Pilsner или Pils). Копие на бохемския пилзнер, приспособен към пивоварните условия в Германия. Отличава се със сламен до светлозлатист цвят, свеж и горчив вкус, с типичен аромат на малц и благороден хмел. Алкохолно съдържание: 4,4-5,2%. Типични търговски марки са Bitburger, Warsteiner, Konig Pilsener, Jever Pils, Holsten Pils, Spaten Pils, Victory Prima Pils, Brooklyn Pilsner;
- Класически американски пилзнер (Classic American Pilsner). Версия на пилзнер, създадена от немски пивовари-емигранти, които донасят в Америка технологичния процес за производство и немски дрожди. Налага им се да работят с местни американски съставки и по този начин създават уникална версия на първоначалния пилзнер. Този вид изчезва по време на сухия режим в САЩ, но впоследствие е възроден като вид домашна бира от любителите на това хоби. Бирата се прави от ечемик с 20-30% царевични люспи, с местен американски хмел, напр. Clusters, или традиционния благороден хмел, а също се използват и съвременни благородни хибриди – Ultra, Liberty, Crystal. Цветът е от жълт до тъмнозлатист. Освежаваща бира, с подчертани нотки на малц и хмел. Царевицата придава лека сладост. Алкохолно съдържание: 4,5-6,0%. В наши дни тази бира се прави от малки бирарии и любители-пивовари.

### Европейски амбър лагер
Европейският амбър лагер (European Amber Lager) се произвежда в следните разновидности:
- Виенски лагер (Vienna lager). Оригиналният амбър (кехлибарен, янтарен) лагер, е разработен от австриеца Антон Дрехер (Anton Dreher) през 1840 г. Практически този вид бира изчезва в родината си Австрия, но заживява нов живот в Мексико, където е пренесена от Сантяго Граф (Santiago Graf) и други австрийски пивовари-емигранти в края на ХІХ век. Своите качества този вид бира дължи на виенския малц. Използва се само висококачествен малц, съчетан с континентален европейски хмел от благородни сортове. Американските версии са по-силни, сухи и горчиви, докато европейските обикновено са по-сладки. Този вид бира се отличава със светлочервен кехлибарен до меден цвят; прозрачност; обилна, жълтеникава и устойчива пяна, богат малцов вкус и аромат на виенски или мюнхенски малц, с хмелни нотки. Много от мексиканските амбър и тъмни лагери в миналото са се правели по автентични, но днес повечето напомнят сладките, с много добавки американски тъмни лагери. Алкохолно съдържание: 4,5-5,7%. Типични търговски марки са Great Lakes Eliot Ness, Gosser Dark, Noche Buena, Negra Modelo, Samuel Adams Vienna Style Lager, Old Dominion Aviator Amber Lager, Gordon Biersch Vienna Lager, Capital Wisconsin Amber;
- Мартенска бира, наричана още Мерцен и Октоберфест (Märzen/Oktoberfest). Произходът на тази бира се приписва на Габриел Зеделмайер (Gabriel Sedlmyer), като същата е немски вариант на виенския лагер, създаден от Антон Дрехер (Anton Dreher). Обикновено мартенската бира се варяла през пролетта, в края на пивоварния сезон, и се съхранявала през топлите летни месеци в хладни помещения и изби. Обичайната продължителност на отлежаване на мартенската бира е половин година, затова и биреният празник Октоберфест в Мюнхен започва още през септември. По правило бирите „мерцен“ са светли, но в немската област Франкония макар и рядко се среща и тъмен мерцен. Мартенска бира се прави и в САЩ, но там и известна под името „Октоберфест“. Местните немски версии обикновено имат златист цвят, докато експортните немски марки са оранжево-кехлибарени на цвят и имат отличителния характер на печен малц. Американските версии на бирата обикновено имат по-голяма плътност и алкохолно съдържание. Мартенската бира се отличава с тъмнозлатен до оранжево-червен цвят, прозрачност и с богат малцов вкус и аромат. Алкохолно съдържание: 4,8-5,7%. Типични търговски марки са Paulaner Oktoberfest, Hacker – Pschorr Original Oktoberfest, Ayinger Oktoberfest – Marzen, Hofbrau Oktoberfest, Spaten Oktoberfest, Eggenberger Marzen, Goose Island Oktoberfest, Capital Oktoberfest, Gordon Biersch Marzen, Samuel Adams Oktoberfest

### Тъмен лагер
Тъмният лагер (Dark Lager) се произвежда в следните разновидности:
- Тъмен американски лагер (Dark American Lager). Прави се от двуредов или шестредов ечемик и царевица или ориз като добавки, както и карамелени и тъмни малцове. Цветът е от тъмнокехлибарен до тъмнокафяв с ярка прозрачност и рубинени проблясъци. Обикновено пяната е светла, жълто-кафеникава. Отличава се с умерено свеж вкус, със слаба до умерена сладост и лек привкус и аромат на карамел и/или печен малц. Алкохолно съдържание: 4,2-6,0%. Типични търговски марки са Dixie Blackened Voodoo, Shiner Bock, San Miguel Dark, Beck's Dark, Saint Pauli Girl Dark, Warsteiner Dunkel, Crystal Diplomat Dark Beer, Sleeman Original Dark, Michelob Dark, Lowenbrau Dark;
- Мюнхенски тъмен лагер или Мюнхнер Дункел (Münchner Dunkel). Класически тип тъмна кафява бира лагер от района на Мюнхен, с малцов акцент. Цветът е от тъмнокехлибарен до тъмнокафяв, често с червени или гранатови оттенъци. Образува кремовидна пяна, от светло до средно жълто-кафява. Прозрачна, но се правят и тъмни нефилтрирани версии. Преобладава богатият и сложен вкус на мюнхенския малц, с умерена сладост. Богати аромати на малц, с нотки на шоколад, орехи, карамел и благороден хмел. Алкохолно съдържание: 4,5-5,6%. Типични търговски марки са Ayinger Altbairisch Dunkel, Hacker-Pschorr Alt Munich Dark, Paulaner Alt Munchner Dunkel, Weltenburger Kloster Barock-Dunkel, Penn Dark Lager, Capital Munich Dark, Harpoon Munich-type Dark Beer, Gordon Biersch Dunkels, Dinkel Acker Dark, Ottakringer Dunkles, Warsteiner Premium Dunkel, Hofbrau Dunkel, Becks Dark;
- Шварц бира или Черна бира (Schwarzbier). Регионална бира от Южна Тюрингия и Северна Франкония (Германия), вариант на мюнхенското тъмно (Munich Dunkel). В сравнение с него обаче е доста по-тъмно, по-сухо на вкус и със забележима острота на печен малц. В основата на шварц бирата са немски мюнхенски и пилзнер малц, с добавка на неголямо количество печени малцове (като Carafa) за получаване на тъмен цвят и фин препечен вкус. Използват се немски благородни сортове хмел и чисти немски лагерни дрожди. Цветът на бирата варира от средно до много тъмнокафяв, почти черен, често с рубинени и гранатови проблясъци, но почти никога не е абсолютно черен. Течността е прозрачна. Богат и сложен вкус на малц и благороден хмел. Малцов аромат с нотки на горчив шоколад. Алкохолно съдържание: 4,4-5,4%. Типични търговски марки са Kostritzer Schwarzbier, Kulmbacher Monchshof Premium Schwarzbier, Einbecker Schwarzbier, Weeping Radish Black Radish Dark Lager, Sprecher Black Bavarian, Sapporo Black Beer, Goose Island Schwarzbier, Einbecker Schwarzbier, Calumet Total Eclipse.

### Бок
Бок (Bock) се произвежда в следните разновидности:
- Традиционен бок (Traditional Bock). Създаден е в северногерманския град Айнбек, който е пивоварен център по времето на Ханзейския съюз (ХІV-ХVІІ век). Производството е възродено в Мюнхен през ХVІІ век. Названието „бок“ произхожда от названието на „Айнбек“ на баварски диалект, и то започва се използва като такова, едва когато бок започва да се прави в Мюнхен. Думата „бок“ също означава и „козел“ на немски език и често се използва в рекламите на бирата. Традиционният бок се прави от мюнхенски и виенски малц, както и малко тъмни печени малцове за придаване на цвят; континентални европейски сортове хмел и чисти лагерни дрожди. Отличава се със светломеден до тъмнокафяв цвят, с привлекателни гранатови оттенъци, добра прозрачност въпреки тъмния цвят и обилна кремообразна пяна. Преобладава богатият вкус и аромат на мюнхенски и виенски малц. Алкохолно съдържание: 6,3-7,2%. Типични търговски марки са Einbecker Ur-Bock Dunkel, Aass Bock, Great Lakes Rockefeller Bock, Spaten Premium Bock, Amstel Bock, Grolsch Herfstbok, Shiner Bock, Michelob Amber Bock;
- Допелбок или Двоен бок (Doppelbock). Баварска бира, създадена първоначално в Мюнхен от монасите от манастира St. Francis of Paula. Историческите версии са били по-сладки и по-слаби в сравнение с днешните версии на тази бира. Названието „допел (двоен) бок“ е измислено от мюнхенските любители на бира. Много от бирите допелбок имат названия, окончаващи на „-атор“. Болшинството версии на допелбок имат тъмен цвят, но съществуват и светли версии, които нямат богатството и вкуса на тъмните малцове и са по-сухи, с хмелен привкус и горчивина. Допелбок бирите нямат горна граница за горчивина и алкохолно съдържание. Прави се от пилз и/или виенски малц за светлите версии, и от мюнхенски и виенски малц за тъмните като понякога към последните се добавят и по-тъмни малцове (като Carafa). Използва се благороден хмел и чисти лагерни дрожди. По цвят допелбок варира от тъмнозлатист до тъмнокафяв. Тъмните версии могат да имат рубинени оттенъци. Има добра прозрачност и обилна пяна – бяла при светлите и кремообразна при тъмните версии. Богат малцов вкус и аромат с нотки на карамел. Алкохолно съдържание: 7,0-10,0+%. Типични търговски марки са Paulaner Salvator, Ayinger Celebrator, Spaten Optimator, Tucher Bajuvator, Augustiner Maximator, Weihenstephaner Korbinian, Weltenburger Kloster Asam-Bock, EKU 28, Eggenberg Urbock 23?, Samichlaus, Bell's Consecrator, Moretti La Rossa, Hoss Doppel-Hirsch;
- Айсбок или Леден бок (Eisbock). Изключително силна, плътна и малцова тъмна бира, която е традиционна за района на гр. Кулмбах (Германия). Прави се чрез замразяване на допелбок и последващо отстраняване на леда, за концентрация на вкуса и алкохолното съдържание. След процеса на замразяването обикновено е необходимо продължително отлежаване за смекчаване на спирта и подобряване на баланса между малц и алкохол. На цвят айсбок е от тъмномедна до тъмнокафява, често с красиви рубинови оттенъци. Прозрачността е добра, съдържанието на алкохол е над средното. Отличава се с богат, сладък, малцов вкус балансиран от значително алкохолно съдържание и силен малцов аромат с нотки на синя слива или грозде. Алкохолно съдържание: 9-14+%. Типични търговски марки са Kulmbacher Reichelbr au Eisbock, Eggenberg Urbock Dunkel Eisbock, Niagara Eisbock, Southampton Eisbock.
- Майбок или Хелес бок (Майски/светъл бок) (Maibock/Helles Bock). Сравнително скорошна разработка в сравнение с останалите бок бири. Тази бира обикновено се предлага по време на пролетните фестивали в Европа, обикновено през месец май, откъдето е получила и името си. Макар и достатъчно малцова, тази бира има по-слабо изразен малцов вкус, отколкото традиционния бок. Майбок също е по-светъл, по-сух и по-горчив от традиционния бок. Отличава се с тъмнозлатист до светлокехлибарен цвят, добра прозрачност и обилна кремообразна пяна. Преобладава богатият вкус и аромат на континенталните пейл малцове. Прави се от пилз и/или виенски малц и по-малко мюнхенски малц, както и благороден хмел. Алкохолно съдържание: 6,3-7,4%. Типични търговски марки са Ayinger Maibock, Hacker-Pschorr Hubertus Bock, Einbecker Mai-Urbock, Augustiner Hellerbock, Hofbrau Maibock, Capital Maibock, Victory St. Boisterous, Gordon Biersch Blonde Bock, Rogue Dead Guy Ale.